# الدوري الكويتي 1987–88
أقيمت بطولة الدوري الكويتي السابعة والعشرون في موسم 1987/1988، وقد لعب في البطولة 8 فرق، وقد فاز نادي العربي الكويتي بلقب البطولة للمرة الثانية عشر في تاريخه.

## ترتيب الفرق
| الفريق                | لعب | فاز | تعادل | خسر | له | عليه | النقاط |
| --------------------- | --- | --- | ----- | --- | -- | ---- | ------ |
| نادي العربي الكويتي   | 14  | 9   | 4     | 1   | 17 | 5    | 22     |
| نادي الكويت           | 14  | 9   | 3     | 2   | 23 | 13   | 21     |
| نادي كاظمة            | 14  | 8   | 3     | 3   | 22 | 9    | 19     |
| نادي السالمية         | 14  | 9   | 1     | 4   | 21 | 14   | 19     |
| نادي الفحيحيل         | 14  | 4   | 1     | 9   | 16 | 20   | 9      |
| نادي النصر الكويتي    | 14  | 4   | 1     | 9   | 14 | 26   | 9      |
| نادي القادسية الكويتي | 14  | 3   | 2     | 9   | 22 | 33   | 8      |
| نادي اليرموك          | 14  | 1   | 3     | 10  | 11 | 26   | 5      |

## أرقام من البطولة
- أكثر الفرق تحقيقا للفوز هم نادي العربي الكويتي ونادي الكويت ونادي السالمية بتسعة انتصارات.
- أقل الفرق تحقيقا للفوز هو نادي اليرموك.
- أكثر الفرق تحقيقا للتعادل هو نادي العربي الكويتي بأربعة تعادلات.
- أكثر الفرق تعرضا للخسارة هو نادي اليرموك بعشرة خسائر.
- أقل الفرق تعرضا للخسارة هو نادي العربي الكويتي بخسارة واحدة.
- أكثر الفرق تسجيلا للأهداف هو نادي الكويت ب23 هدف.
- أقل الفرق تسجيلا للأهداف هو نادي اليرموك ب11 هدف.
- أقل الفرق تعرضا للأهداف هو نادي العربي الكويتي ب5 أهداف.
- أكثر الفرق تعرضا للأهداف هو نادي القادسية الكويتي ب33 هدف.